# 阿拉帕塔 (拉巴斯省)
阿拉帕塔是玻利維亞的城鎮，位於該國西部，由拉巴斯省負責管轄，距離首府拉巴斯106公里，海拔高度1,700米，每年平均降雨量1,100毫米，2010年人口1,970。
16°13′S 67°34′W / 16.217°S 67.567°W